# Matúš Macík
Matúš Macík (Liptovský Mikuláš, 19 maggio 1993) è un calciatore slovacco, portiere dello Slovan Bratislava.

## Palmarès

### Club

#### Competizioni nazionali
- Campionato slovacco: 1

Slovan Bratislava: 2024-2025